# Mycetophila capreolata
Mycetophila capreolata är en tvåvingeart som först beskrevs av Laffoon 1957.  Mycetophila capreolata ingår i släktet Mycetophila och familjen svampmyggor.
Artens utbredningsområde är New Hampshire. Inga underarter finns listade i Catalogue of Life.